# Daramulum

Daramulumot ábrázoló sziklavéset sematikus rajza a Ku-ring-gai Chase Nemzeti Parkból

A délkelet-ausztráliai őslakos kultúrákban a Daramulum (más névváltozatokban Darhumulan, Daramulan, Dhurramoolun vagy Dharramaalan) a teremtő istenséggel, Baiaméval rokonságban lévő, emu-feleséggel rendelkező égi hős. Alakváltó, nevének jelentése  pedig „egylábú” (a dharra jelentése láb vagy comb, amihez az „egy” jelentésű maal utótag társul). Többségében félprofilban ábrázolják, egyetlen karral és egy nagy lábbal, valamint emura jellemző háttal (elkeskenyedő farral).

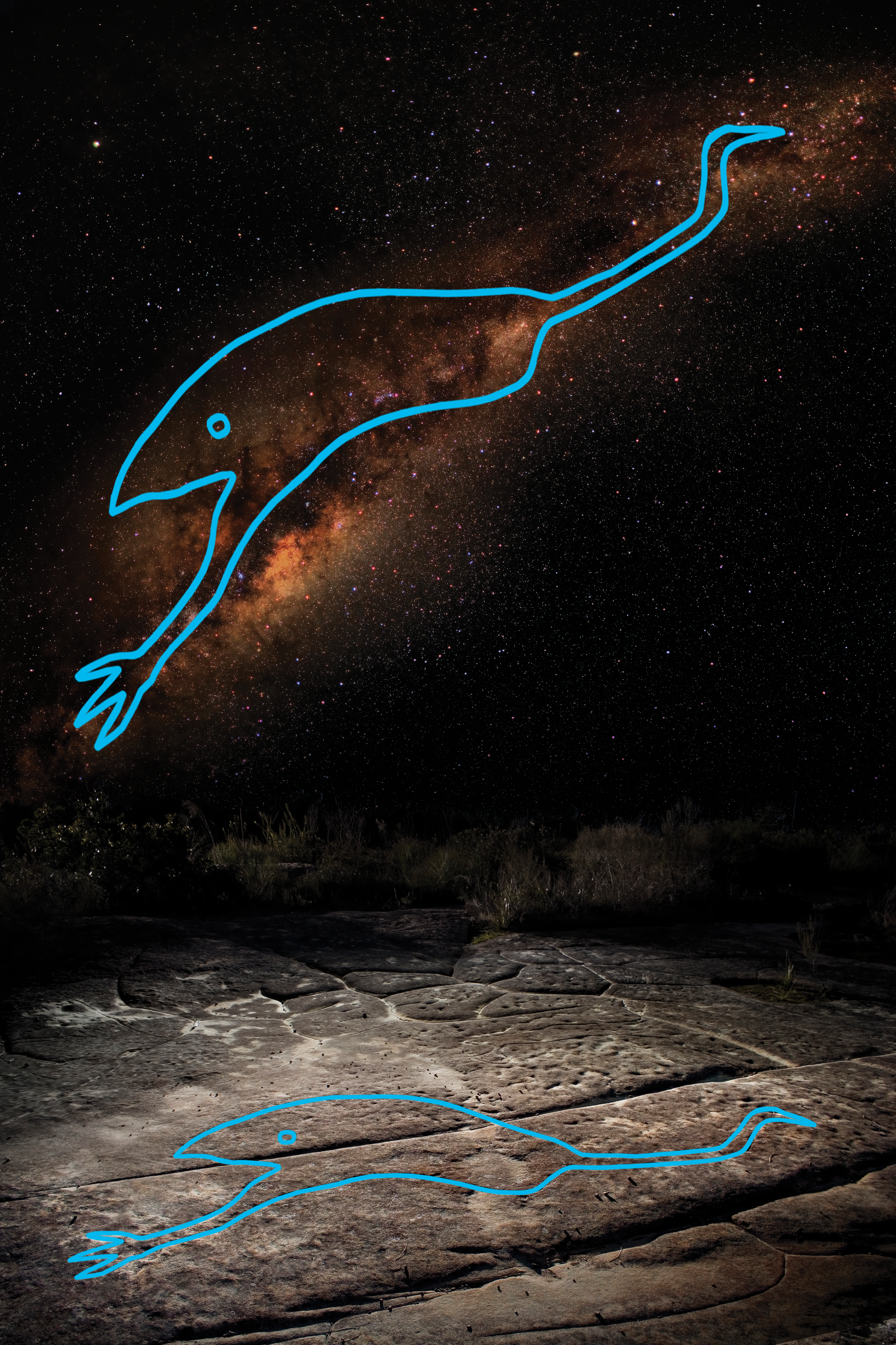
Az „égi emu” az őslakos csillagászatban: jobb oldalon a Dél keresztje, balra pedig a Skorpió csillagkép; az emu feje a Szeneszsák-ködre esik.

A Daramulumot ábrázoló sziklavéseteket esetenként csillagalakzatokra utaló mélyedések kísérik. Például az őslakos guringai nép Daramulum égi megfelelőjének a Dél Keresztje csillagképhez tartozó Alfa Crucis csillagot tekinti, míg a kereszt többi része az emu-feleségre utal.
A hangját a Délkelet-Ausztráliában borának nevezett beavatási szertartások során a levegőben forgatott zúgattyú segítségével hallatja. Rendszerint az ausztrál bozótos fáiban, különösen egy-egy, a fák törzsén megjelenő, nagyobb göcsörtben vagy kinövésben él, amelyet csak a beavatási szertartások idejére hagy el. Ahhoz hogy működjön, a zúgattyú anyagát a Daramulum szellemének otthont adó fából kell kivágni. A Daramulum-központú vallás az Új-Dél-Wales déli partvidékén élő yuin népre jellemző.

## Fordítás
Ez a szócikk részben vagy egészben  a   Daramulum című angol Wikipédia-szócikk ezen változatának fordításán alapul.  Az eredeti cikk szerkesztőit annak laptörténete sorolja fel. Ez a jelzés csupán a megfogalmazás eredetét és a szerzői jogokat jelzi, nem szolgál a cikkben szereplő információk forrásmegjelöléseként.